# Hedingia albicans
Hedingia albicans is een zeekomkommer uit de familie Caudinidae.
De wetenschappelijke naam van de soort werd als Trochostoma albicans in 1886 gepubliceerd door Johan Hjalmar Théel. In 1938 plaatste Elisabeth Deichmann de soort in het geslacht Hedingia.